# Sackdilling
Sackdilling ist ein Gemeindeteil der Oberpfälzer Stadt Auerbach in der Oberpfalz im Landkreis Amberg-Sulzbach in Bayern, der im Süden der Stadt liegt und vom Stadtmittelpunkt etwa 5,7 km entfernt ist.

## Geschichte
Der Name von Sackdilling wurde volksetymologisch zuerst von Sankt Ottilien abgeleitet. Korrekt dürfte aber die seit 1499 gesicherte Überlieferung die Wiese, genannt die Sackdietlin sein, also die Wiese eines Sackdietel bzw. als Wiese eines Dietel (Kurzform für Dietrich) Sack. Die Umwandlung in die heute geläufige Bezeichnung Sackdilling erfolgte im 18. Jahrhundert. Um 1900 wurde der Weiler auch als „Sankt Illing“ bezeichnet, so in der Flora von Nürnberg-Erlangen von August Friedrich Schwarz
Der Flurname „Sackdietlin“ wurde 1499 und 1574 als Bezeichnung für Waldwiesen erwähnt, „so man Sackdilling“ nennt. 1530 waren auch einige Felder vorhanden, aber kein Haus. Die erste Nachricht über ein dort errichtetes Gebäude stammt erst von 1595/97. Damals erhielt der Auerbacher Landrichter Clas Henrich von Eberbach von der kurfürstlichen Regierung in Amberg die Erlaubnis, dort ein „Hüttlein“ zu bauen und den „Wald ausreuten“ zu dürfen, um Landwirtschaft zu betreiben. 1600 beantragte der Landrichter vom Staat für das Haus in „Sackditlin“ die Abtretung des benachbarten Eichel- oder Egelsbergs, um dort Getreide anzubauen. 1604 kaufte der Auerbacher Landrichter Burkhard von Erlach von seinem Vorfahren den Sackdillingshof. Dieser beantragte, dort ein zweites Haus errichten zu dürfen, weil bei „nächtlicher Weil“ Sackdilling „von missethätigen Personen viel heimgesucht … mit gefährlichem Anlauf, Diebstahl und Einbruch wird“, was ihm auch gestattet wurde. Am 17. Juli 1607 erwarb das Bürgerspital Auerbach das Gut vorwiegend wegen des „Blumenbewuchses“ (Viehweide); die beiden Höfe wurden an Bauern verpachtet. Während des Dreißigjährigen Krieges kamen die Bauern um und die Felder verödeten. 1687 wurde die Spitalstiftung gezwungen, den Hof wieder aufzubauen und die Felder zu bewirtschaften.
Um 1721 erwarb der Auerbacher Landrichter Freiherr von Blumenthal, der auch Besitzer von Hammergänlas war, Sackdilling. „Sotelling“ wurde an verschiedene Bauern verpachtet. Sein Nachfolger, Johann Georg von Grafenstein, erwarb beide Besitztümer 1757 von der Gant. Im Urkataster von 1812 wird Sackdillinghof bestehend aus drei Häusern beschrieben. 1844 verkaufte Hermann von Grafenstein Sackdilling an den bisherigen Pächter Johann Kugler aus Nitzlbuch. Dessen Sohn Georg verkaufte das Anwesen 1853 an den Staat. 1860 ließ die Forstverwaltung dort eine Diensthütte und einen Festplatz errichten, weil Sackdilling ein viel besuchter Ausflugsort, nicht zuletzt wegen der nahe gelegenen Maximiliansgrotte geworden war. 1915 bestand von den ehemals drei Häusern nur noch Haus Nr. 1, das dem Waldwärter Joseph Kipfer zugewiesen war, zusammen mit der Konzession für eine Gastwirtschaft; die beiden Tagwerkerhäuser wurden 1911 abgebrochen.
Reichsmarschall Hermann Göring, der des Öfteren auf der nahe gelegenen Burg Veldenstein zu Besuch war, besuchte gerne auch Sackdilling und ging dort auf die Jagd. Er konnte auch Adolf Hitler von dem Reiz dieser Gegend überzeugen und dieser kam tatsächlich zur Kirchweih 1934 nach einem Opernbesuch in Bayreuth nach Sackdilling, um dort Brotzeit zu machen. In der ehemaligen Diensthütte des Forstamtes wohnten zwischen 1946 und 1948 Emmy Göring, ihre Schwester Else und ihre Tochter Edda Göring. Emmy war 1946 aus dem Gefängnis entlassen worden; die völlig mittellose Familie wurde dort für ein Interview mit der amerikanischen Journalistin Peggy Poor von deren Zeitung gegen Kostenübernahme einquartiert. 1948 zogen sie nach Etzelwang.

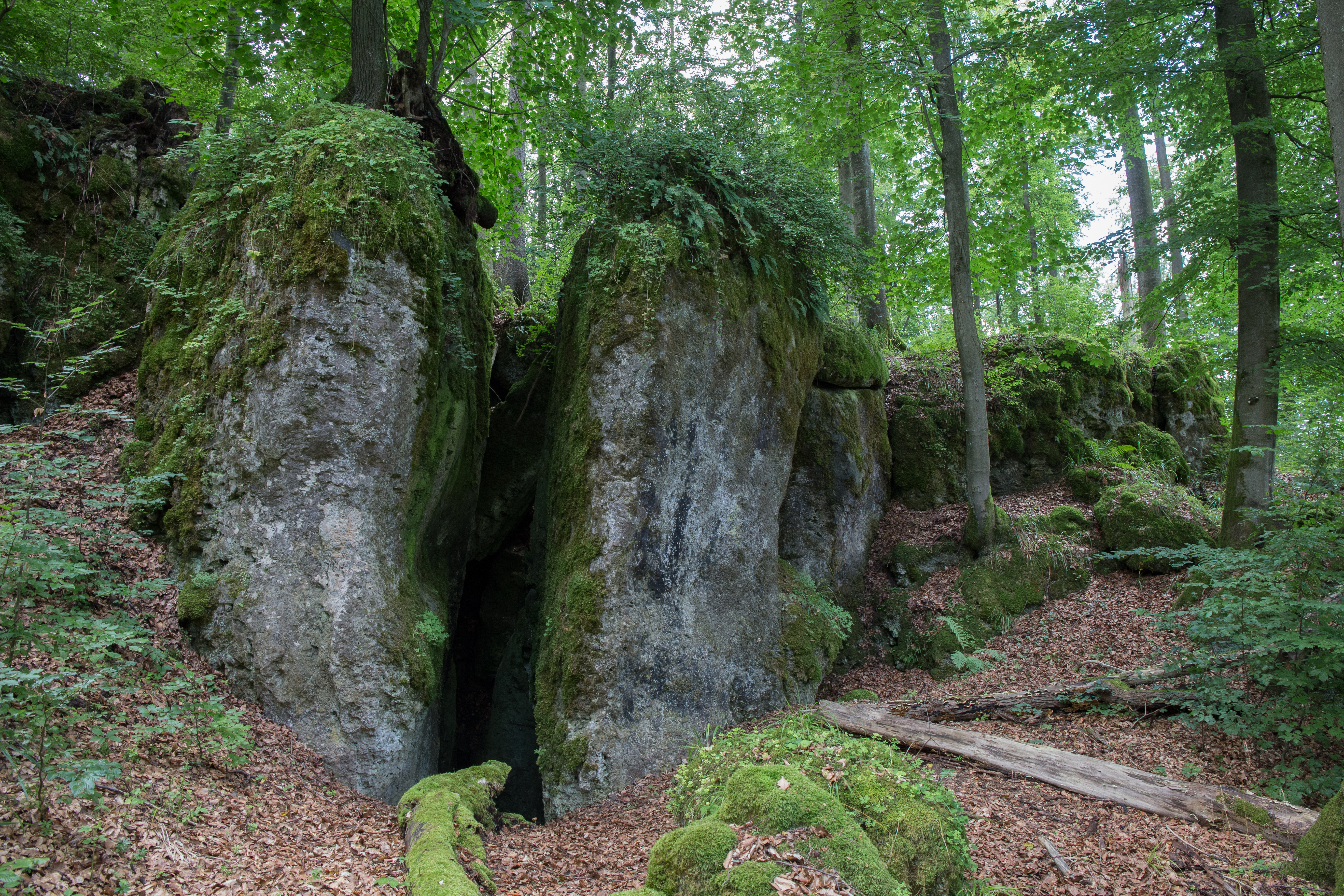
Windloch bei Sackdilling

1975 wurde das alte Forst- und Wirtshaus in Sackdilling modernisiert und ist heute ein Ausgangspunkt für Wanderungen zu dem nahen Felsenlabyrinth mit dem Großen und dem Kleinen Bauernloch (Höhlen im Frankenalb) oder zur Karsthöhle Windloch.